# Platocoelotes icohamatoides
Platocoelotes icohamatoides là một loài nhện trong họ Amaurobiidae.
Loài này thuộc chi Platocoelotes. Platocoelotes icohamatoides được miêu tả năm 1997 bởi Peng & Jia-Fu Wang.